# Eas a' Chual Aluinn
Eas a' Chual Aluinn is met een hoogte van 200 meter, ongeveer drie keer zo hoog als de Niagarawatervallen, de grootste waterval van Groot-Brittannië. Eas a' Chual Aluinn ligt ongeveer 8 kilometer ten zuidoosten van Kylesku, Sutherland in de Schotse Highlands.
De waterval is te voet bereikbaar via een 3 kilometer lange wandeling die ongeveer 5 kilometer ten zuidoosten van Kylesku begint.